# Argumento cosmológico

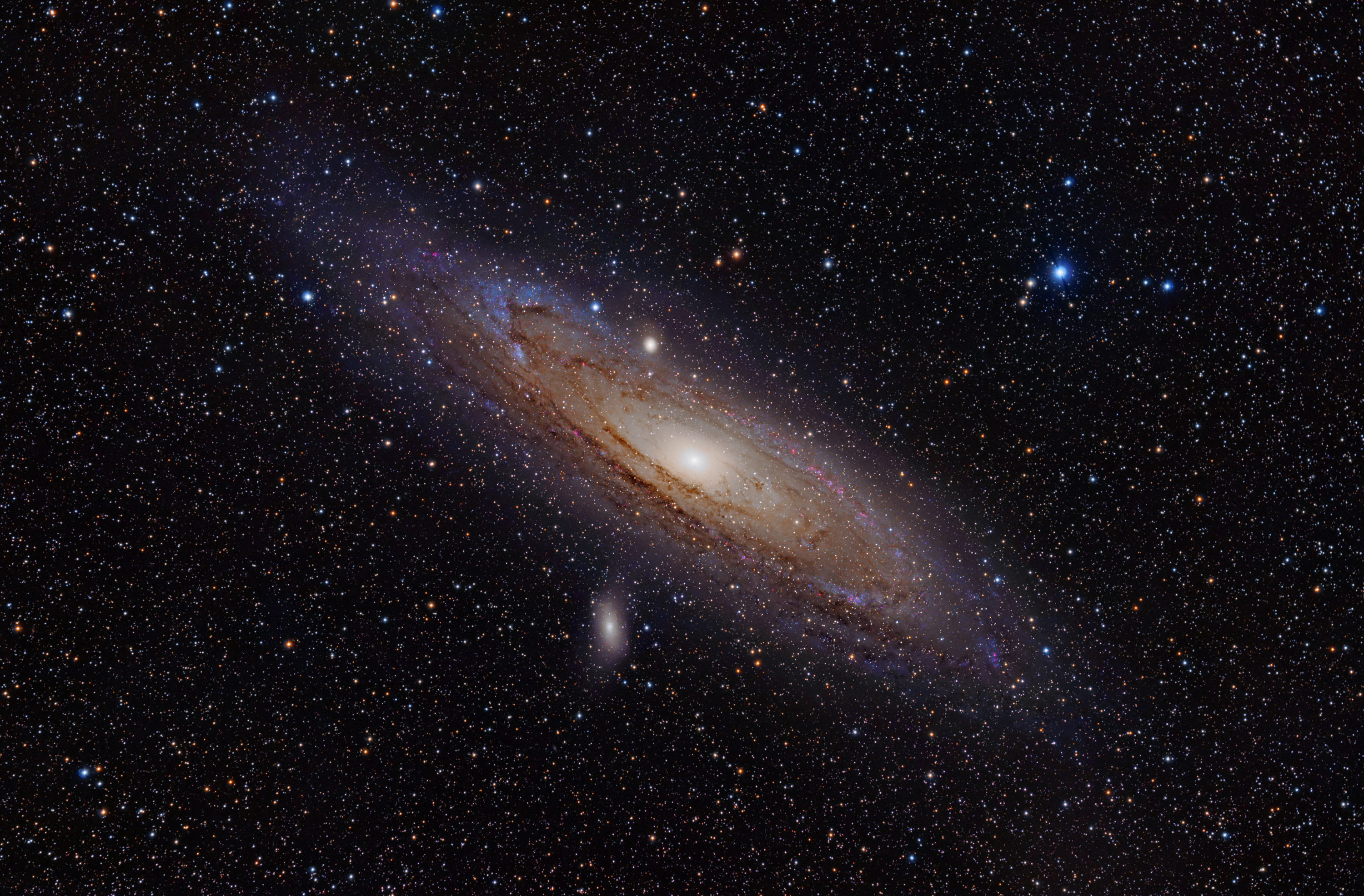
¿Por qué existe algo, en lugar de nada? ¿Qué causó el universo?

En filosofía y teología natural, un argumento cosmológico es un tipo de argumento en el que la existencia de Dios como un ser único y trascendente se infiere a posteriori a partir del movimiento, causalidad, cambio, composición, temporalidad, contingencia o finitud respecto al cosmos como conjunto o de procesos dentro de él. Tradicionalmente es conocido como el argumento de la primera causa, y como el argumento causal, incluso ha llegado a vérsele como un argumento cosmogónico. Cualquiera que sea el término que se le emplee, el argumento cosmológico es más una categoría para distintos tipos de argumentos, en vez de un único argumento, que utilizan un patrón general de argumentación (Logos) con el que se infiere a partir de hechos particulares alegados al universo (cosmos) la existencia de un ser supremo. 
El término y definición de «argumento cosmológico» fue dado por Immanuel Kant, quien distinguió tres tipos de argumentos para la existencia de Dios: ontológico (basado en el concepto a priori de Dios como "el ser más real", ens realissimum, sujeto de todos los predicados), cosmológico (basado en la necesidad de ser causa de todo lo existente) y físico-teleológico (basado en la evidencia de diseño en el orden del mundo).
Las premisas básicas de un argumento cosmológico están regidas bajo el concepto de causalidad. La conclusión del argumento tiene como objetivo demostrar la existencia de una Primera Causa o Primer Principio, que subsecuentemente es dicho de ser Dios. La historia del argumento cosmológico se remonta a los tiempos de Aristóteles (c. 384-322 a. C.) con su Motor Inmóvil. Fue retomado por el neoplatonismo y el cristianismo primitivo y luego por la filosofía islámica antigua en los siglos IX y XII, y reintroducido a la teología cristiana en el siglo XIII por Tomás de Aquino en sus obras Suma teológica y Suma Contra los Gentiles. El argumento cosmológico está cercanamente relacionado al principio de razón suficiente de Gottfried Leibniz y a la máxima nada surge de la nada atribuida a Parménides. Los defensores o formuladores históricos destacados del argumento cosmológico se encuentran: Aristóteles, Plotino, Avicena, Al-Ghazali, Maimónides, Tomás de Aquino, así como la mayoría de los pensadores adheridos al teísmo clásico. 
El argumento fue objeto de debate por filósofos como David Hume con su crítica a la causalidad, y luego por Immanuel Kant con su crítica al concepto de «ser necesario». Más adelante, el filósofo Bertrand Russell negó que el universo mismo necesite una explicación y lo redujo a un "hecho bruto" del cual su existencia no exige una explicación; «está ahí, y eso es todo». Astrofísicos como Stephen Hawking reiteraron esta opinión. Actualmente aún se sigue debatiendo la validez y solidez de argumento, además de aportarse nuevas versiones basados en los avances modernos de la cosmología y física. Entre los defensores contemporáneos se encuentran: William Lane Craig, Robert Koons, Richard M. Gale, Alexander Pruss, Kenneth L. Pearce, William L. Rowe y Edward Feser. Por otro lado, destacan los críticos: J. L. Mackie, Michael Martin, Quentin Smith y Graham Oppy.

## Historia

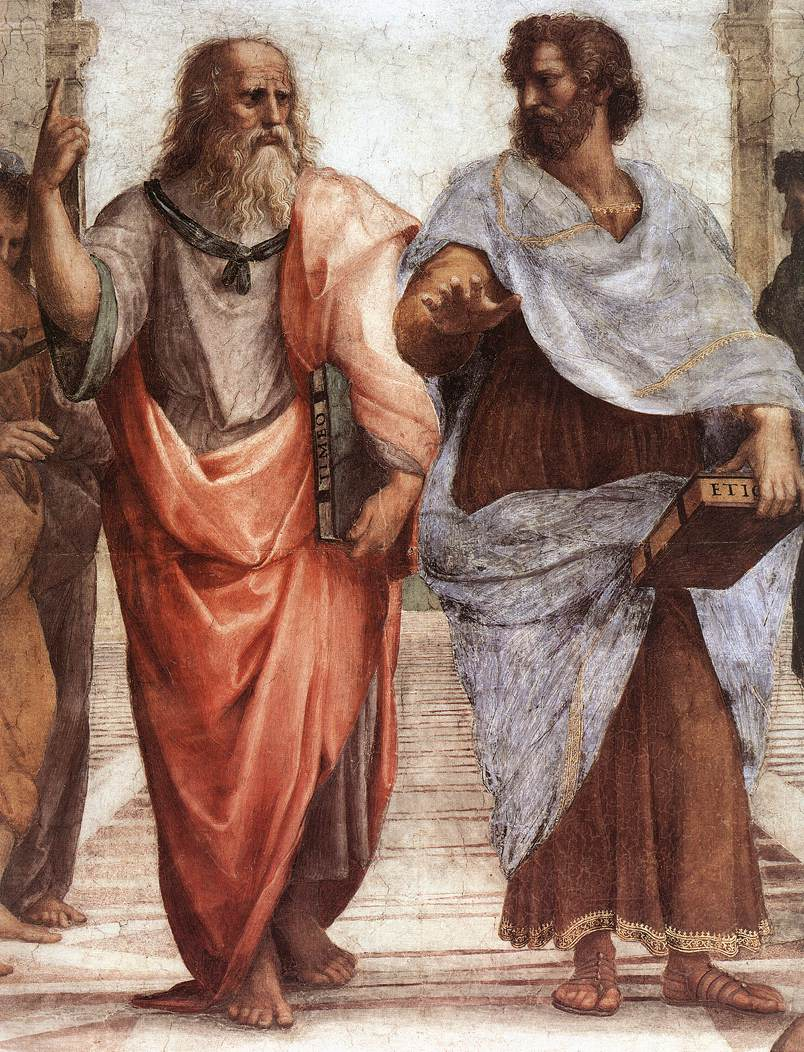
Platón y Aristóteles, representado en La escuela de Atenas de Rafael. Los dos desarrollaron argumentos de primera causa.

Platón (c. 427–347 a. C.) y Aristóteles (c. 384–322 a. C.) plantearon argumentos de primera causa, aunque cada uno tenía ciertas advertencias notables. En las Leyes (Libro X), Platón postuló que todo movimiento en el mundo y el cosmos era «movimiento impartido». Esto requirió un «movimiento de origen propio» para ponerlo en movimiento y mantenerlo. En el Timeo, Platón postuló un «demiurgo» de sabiduría suprema e inteligencia como el creador del cosmos. En la República, arguyó que el universo no surgió de la combinación azarosa de los átomos. Argumentó a favor de una fuente del movimiento que se mueve por sí mismo, que es el espíritu o el alma, la fuente del movimiento cósmico.
Aristóteles fue el primer filósofo en formular un argumento cosmológico. En el libro VIII de la Física y en el libro XII de la Metafísica, Aristóteles desarrolla y demuestra su concepto del Primer motor inmóvil a partir del problema del movimiento y valiéndose de su teoría de la causación.
Unos siglos más tarde, Plotino (c. 204/5-270 d. C.), un pensador platónico argumento y enseñó sobre lo totalmente trascendente y supremo, «lo Uno», el cual era indivisible, indistinto, in-multiplicable y más allá de las categorías del ser y del no-ser. «Lo Uno» no podía ser ninguna cosa existente, ni siquiera la mera suma de la totalidad de partes, sino previo a todo lo existente. Plotino identificó esta concepción de «lo Uno» con concepciones platónicas de bien y belleza.
Agustín de Hipona (c. 354-430 d. C.) sostuvo que Dios existe fuera del tiempo y Él solo es capaz de darle su existencia a este concepto. El tiempo en sí mismo fue una parte de la creación divina.
Al-Kindi (c.801-873 d. C.), un filósofo musulmán influenciado por un marco teórico aristotélico y neoplatónico, arguyó sobre la «absoluta unidad» de Dios a partir de lo que es la unicidad y la composición en el mundo. Al-Kindi decía que, mientras un cuerpo es uno, también se encuentra compuesto por diferentes partes. Una persona, por ejemplo podría decir «veo un elefante», y eso significa que «ve un elefante», pero el término 'elefante' se refiere a una especie de animal que contiene a muchos. Por esto, Al-Kindi se refiere a que mientras nosotros podemos pensar en un ser existente como «uno», en realidad, dicho ser existente es «uno» y «muchos». Por tanto—concluye más adelante el filósofo—, Dios es absolutamente uno, tanto en ser como en concepto, carente de toda multiplicidad, de tal forma que ese es su único atributo y por tanto, no encontrado en nada más que en El.
Avicena (c. 980-1037 d. C.), otro filósofo islámico propuso un argumento formal a favor de la existencia del Dios islámico. Avicena argumento que debe de haber un «necesariamente existente», es decir, un ente que no puede no-existir. Su argumento razonaba que el conjunto entero de seres contingentes debía tener una causa que no fuera contingente pues de serlo estaría forzosamente incluida en el conjunto de seres contingentes. Por tanto, debía de existir un necesariamente existente, el cual también poseía atributos como la unidad, simplicidad, inmaterialidad, intelecto, bondad y generosidad, de tal forma que se correspondía con Alá. (Ver Prueba de la veracidad).
Maimónides (1138 - 1204), un filósofo judío ofreció varias versiones del argumento cosmológico de la existencia de Dios en su libro Guía de los Perplejos. En particular modificó el argumento cosmológico de Aristóteles para hacerlo compatible con la doctrina de la creación. Su prueba del ser necesario reza que si el mundo comenzó a existir entonces debe haber habido una causa que lo hizo y "si el pasado es infinitamente largo y cada ser es contingente, entonces habría habido algún momento en el que todo dejaría de existir simultáneamente".
Tomás de Aquino (c. 1225-1274) adaptó y mejoró el argumento que encontró en su lectura de Aristóteles, Avicena y Maimónides para formar una de las versiones más influyentes del argumento cosmológico. Su concepción de la primera causa era la idea de que el Universo debe ser causado por algo que en sí mismo no tiene causa, que según él es lo que llamamos Dios. Es importante destacar que las Cinco vías de Tomás de Aquino, dada la segunda pregunta de su Summa Theologica, no son la demostración completa de Tomás de Aquino de que el Dios cristiano existe. Las Cinco Vías forman sólo el comienzo del Tratado sobre la Naturaleza Divina de Tomás de Aquino.
Siger de Brabante (c. 1240 - 1284) argumentaba en De aeternitate mundi que no hubo un primer hombre, ni un primer espécimen de ningún particular: el universo físico no tiene ningún primer comienzo y, por lo tanto, eterno. Los puntos de vista de Siger fueron condenados por el papa en 1277.

## Estructura del argumento

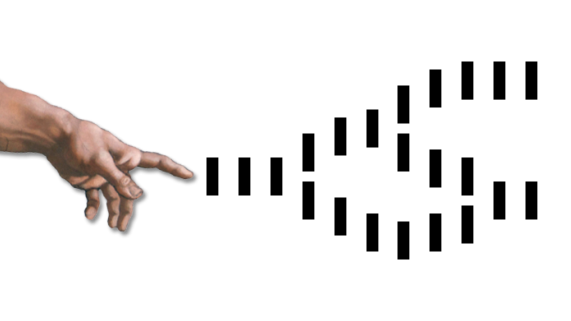
Si todo efecto tiene una causa, o hay una regresión infinita de causas o una primera causa incausada.

La estructura tradicional de un argumento cosmológico:
1. Algunas cosas de nuestra experiencia son o están X.
2. Todo lo que es o está X requiere de una causa, especialmente para su existencia en el aquí y ahora (un principio derivado de la causa y efecto).
3. Tal serie causal debe tener un miembro más fundamental (principio de terminación de una serie causal).
4. Aquello que da terminación a la serie causal, es-no X o no-está X .
5. Aquello que da terminación a la serie causal también posee los atributos divinos: unidad, inmutabilidad, inmaterialidad, eternidad, omnipotencia, etc., y por tanto, es a lo que nos referimos con el nombre o término Dios.

- Donde X significa que algunas cosas de nuestra experiencia son o bien contingentes, o bien están en movimiento, o bien son compuestos, o bien son distinguibles en su esencia y existencia, etc.

Como se puede notar, los diversos argumentos cosmológicos hacen uso de series causales, que bien pueden ser jerárquicamente/esencialmente ordenadas (un tipo de serie en donde las causas están subordinadas entre sí y son dependientes entre sí todo momento al producir un cierto efecto) o accidentalmente/temporalmente ordenadas (un tipo de serie donde las causas de manera independiente producen un efecto dado en algún tiempo ya sea largo o corto).

## Versiones
Existen varios tipos de clasificaciones para el argumento cosmológico. La distinción es importante porque las objeciones planteadas contra una versión pueden no serlo en otras. Para Graham Oppy, la diferencia de cada argumento se encuentra en las conclusiones de estos y las premisas para llegar a dicha conclusión. Estas clasificaciones son importantes porque las objeciones hacia una versión del argumento pueden ser irrelevantes en otro.
William Lane Craig distingue tres tipos de argumentos cosmológicos deductivos en términos de su aproximación a una regresión infinita de causas. El primero, defendido por Aquino, se basa en la imposibilidad de una regresión infinita esencialmente ordenada. El segundo, que Craig llama el kalām. El argumento sostiene que un retroceso temporal infinito de causas es imposible porque un infinito real es imposible, e incluso si fuera posible, no podría realizarse temporalmente. El tercero, propugnado por Leibniz y Samuel Clarke se basa abiertamente en el principio de razón suficiente.

### Argumento del primer motor
El argumento del primer motor o de primera causa comienza con el hecho de que hay un cambio en el mundo efecto de alguna causa o motor. Cada causa es en sí misma el efecto de otra causa y esta cadena se mueve en una serie que nunca termina o se completa por una primera causa, que debe ser de una naturaleza radicalmente diferente, ya que no es causada por sí misma. Tal primera causa es un aspecto importante, aunque no la totalidad, de lo que el cristianismo quiere decir con Dios.

#### Aristóteles
Para Aristóteles, todo lo que está en movimiento en el cosmos, es movido por otro ser en movimiento; y el movimiento esta subordinado al acto y la potencia. El movimiento en sí, como la actualización de una potencia es un «acto incompleto» y una potencia eterna, ya que si se actualiza, no hay movimiento. Aunque sostiene que el movimiento del universo es eterno, Aristóteles se topa con la siguiente dificultad:

Todo ser en acto tiene, al parecer, la potencia, mientras que el que tiene la potencia no siempre pasa al acto. La anterioridad deberá, pues, pertenecer a la potencia. Si es así, nada de lo que existe podría existir, porque lo que tiene la potencia de ser puede no ser aún.
Metafísica. XII, 6, 1071b 15-30.

Luego es necesario que el acto sea anterior a la potencia en cuanto a la esencia y que haya un ser que mueva todo sin que este sea movido. Ya en el VIII libro de la Física, Aristóteles habla de un ser inmaterial que no padece ningún cambio y que es el principio físico del mundo. Por no ser material, él mismo no es algo físico (Fis., II, 7, 198 a 36). Después, en el libro XII (Lambda) de la Metafísica, Aristóteles aboga por la existencia de un ser divino y parece identificarlo con el «primer motor inmóvil», quizá influenciado por el «Nous» de Anaxágoras. El primer motor no puede tener magnitud, ni finita o infinita, y en consecuencia, es indivisible y sin partes.

Hay pues algo, siempre movido con un movimiento incesante, y este movimiento es el circular. Esto es manifiesto no sólo en virtud del razonamiento, sino prácticamente. En consecuencia el primer cielo debe ser eterno. Existe también algo que lo mueve. Y puesto que lo que es a la vez movido y mueve es un término medio, debe haber algo que mueva sin ser movido, un ser eterno, substancia y acto puro.
Metafísica, XII, 7. (R. Verneaux, Textos de los grandes filósofos: edad antigua, Herder, Barcelona 1982, 5ª. ed., p. 81-83).

En otras palabras, para ser este motor verdaderamente el primero, debe de ser inmóvil, es decir, no estar en movimiento, porque si no lo fuese y estuviese en movimiento, necesitaría que otro motor que le otorgase movimiento y surgiría una regresión infinita de motores. Y, como todo lo que se mueve, está en potencia y como todo motor está en acto, el primer motor inmóvil, debe ser acto puro, es decir, el primer motor debe ser plena y últimamente lo que es, sin potencia alguna, sin poder transformarse en algo más ni tender a ello. Esto, unido a que en el capítulo noveno habla de la vida del motor inmóvil como pensamiento «autocontemplativo» o «pensamiento del pensamiento» (νοήσεως νόησις; noeseos noesis). Según Aristóteles, los dioses no pueden distraerse potencialmente de esta eterna autocontemplación porque, en ese instante, dejarían de existir. Esto ha llevado a muchos autores a hablar de Providencia.

Está claro entonces que no hay lugar, ni vacío, ni tiempo, fuera del cielo. Por lo tanto, todo lo que está allí, es de tal naturaleza que no ocupa ningún lugar, ni el tiempo lo envejece; ni hay ningún cambio en ninguna de las cosas que están más allá del movimiento más externo; continúan a lo largo de toda su duración inalterable y sin modificaciones, viviendo la mejor y la más autosuficiente de las vidas ... Desde [el nacimiento de todo el cielo] deriva el ser y la vida que otras cosas, algunas más o menos articuladas pero otras débilmente, disfrutan.
De Caelo, I.9, 279 a17–30.

Aristóteles argumentó a favor de la idea de varios motores inmóviles (unos 47 o 55) identificados con los planetas y las estrellas. Estos parecen ser "dioses", pero todo hace suponer que sean sustancialmente diversos de Aquel «primero», que merecería ser identificado con el que el hombre contemporáneo entiende por Dios, uno que accionaba cada esfera celeste, que creía que vivía más allá de la esfera de las estrellas fijas y explica el movimiento eterno del universo. Los cuerpos celestes, como motores de los procesos naturales, garantizan una cadena causal finita en un universo eterno.

#### Tomás de Aquino
En su libro Summa Theologiae, Tomás de Aquino enseña lo que es conocido como Quinque viae, cinco argumentos racionales que él usa para probar la existencia de Dios. El primer argumento es la Vía del primer motor:

[...] La primera y más clara es la que se deduce del movimiento. Pues es cierto, y lo perciben los sentidos, que en este mundo hay movimiento. Y todo lo que se mueve es movido por otro. De hecho, nada se mueve a no ser que en cuanto potencia esté orientado a aquello para lo que se mueve. Por su parte, quien mueve está en acto. Pues mover no es más que pasar de la potencia al acto. La potencia no puede pasar a acto más que por quien está en acto. Ejemplo: el fuego, en acto caliente, hace que la madera, en potencia caliente, pase a caliente en acto. De este modo la mueve y cambia. Pero no es posible que una cosa sea lo mismo simultáneamente en potencia y en acto; sólo lo puede ser respecto a algo distinto. Ejemplo: Lo que es caliente en acto, no puede ser al mismo tiempo caliente en potencia, pero sí puede ser en potencia frío. Igualmente, es imposible que algo mueva y sea movido al mismo tiempo, o que se mueva a sí mismo. Todo lo que se mueve necesita ser movido por otro. Pero si lo que es movido por otro se mueve, necesita ser movido por otro, y éste por otro. Este proceder no se puede llevar indefinidamente, porque no se llegaría al primero que mueve, y así no habría motor alguno pues los motores intermedios no mueven más que por ser movidos por el primer motor. Ejemplo: Un bastón no mueve nada si no es movido por la mano. Por lo tanto, es necesario llegar a aquel primer motor al que nadie mueve. En éste, todos reconocen a Dios.
Tomás de Aquino, Summa Theologiae - Parte Ia - Cuestión 2 - Artículo 3

Similarmente, Tomás afirma en su segunda Vía de la causa eficiente argumenta que nunca observamos que algo se cause a sí mismo, siendo lógicamente absurdo. La serie de causas no puede retroceder infinitamente, luego se ha de necesitar una primera causa del universo que sea a su vez incausada.

[...] En las causas eficientes no es posible proceder indefinidamente porque en todas las causas eficientes hay orden: la primera es causa de la intermedia; y ésta, sea una o múltiple, lo es de la última. Puesto que, si se quita la causa, desaparece el efecto, si en el orden de las causas eficientes no existiera la primera, no se daría tampoco ni la última ni la intermedia. Si en las causas eficientes llevásemos hasta el infinito este proceder, no existiría la primera causa eficiente; en consecuencia no habría efecto último ni causa intermedia; y esto es absolutamente falso. Por lo tanto, es necesario admitir una causa eficiente primera.
Tomás de Aquino, Summa Theologiae - Parte Ia - Cuestión 2 - Artículo 3

Este versión defendida por Tomás de Aquino se basa en la imposibilidad de "una serie causal accidentalmente ordenada" infinita. Tomás de Aquino sostiene que sólo una serie causal accidentalmente ordenada puede remontarse para siempre, pero no una "esencial". Es decir, una cadena de efectos concurrentes o simultáneos debe estar enraizada en última instancia en una causa capaz de generar estos efectos, y por lo tanto para una causa que es primero en el sentido jerárquico, no en el sentido temporal.
Es importante recordar que estas vías no demuestran la existencia del Dios cristiano pero Tomás cree que es posible inferirlo tras reflexionar sobre la naturaleza de esta causa a partir de otros principios metafísicos plausibles. Además, las versiones de estos argumentos en la Summa Theologica no están completos, ya que algunas premisas están suprimidas.
La presentación más completa de los argumentos cosmológicos de Aquino se encuentra en la Summa contra Gentiles. En ella declara que "si tanto el mundo como el movimiento tienen comienzo, es evidente que es necesario suponer alguna causa que produzca de nuevo al mundo y al movimiento". No obstante, Aquino aconseja que "la vía más eficaz para demostrar la existencia de Dios es la que parte de la suposición de la eternidad del mundo". Tomás mostró su cercanía con el pensamiento clásico griego al defender la posibilidad de que el mundo fuera causado y eterno al mismo tiempo ya que "no hay ninguna repugnancia para la razón en el hecho de decir que algo es hecho por Dios y que siempre ha existido". La tesis filosófica de la imposibilidad de un cadena infinita de eventos pasados no fue aceptada por Santo Tomás, quien sostuvo "que el mundo no ha existido siempre lo sabemos sólo por la fe y no puede ser demostrado con rigor" al igual que la Trinidad.

#### Duns Scoto
El teólogo cristiano medieval Juan Duns Scoto creó unos argumentos metafísicos para la existencia de Dios en su obra Ordinatio. Fueron inspirados por los argumentos de Aquino. Su explicación es larga y se puede resumir de la siguiente manera:

1. Un ser puede ser producido.
2. Algo se produce por sí mismo, por nada o por otro.
3. No por nada, porque nada surge de la nada.
4. No por sí mismo, porque un efecto nunca es causa de sí mismo.
5. Por lo tanto, se produce por otro; lo llamamos A.
6. Si A es el primero, entonces hemos llegado a la conclusión.
7. Si A no es primero, sino también un efecto, volvemos a 2). A se produce por sí mismo, nada u otro.
8. Del 3) y 4) la serie continuará infinitamente o finalmente llegaremos a algo que no tiene nada antes.
9. Una serie ascendente infinita es imposible.
10. Por lo tanto, existe un ser primero A.

#### Edward Feser
Versiones modernas del argumento del primer motor inmóvil han sido formuladas por filósofos como Edward Feser. En Five Proofs for the Existence of God formula su "Prueba aristotélica", que consta de 49 premisas y dos etapas (una primera que prueba la existencia de algo y que luego en la segunda etapa se muestra que posee atributos divinos). 
En la primera etapa, Feser argumenta siguiendo a Aristóteles que si el cambio es "la actualización de una potencia", luego, "las cosas tienen potencias que pueden actualizarse" y "ningún potencial puede actualizarse a menos que algo lo actualice (el principio de causalidad)". El cambio sólo puede comprenderse si se siguen series causales jerárquicas que no puede retroceder infinitamente, llegando hasta sus primeras causas. Entonces:

6. La ocurrencia de cualquier cambio C presupone algo o sustancia S que cambia.

7. La existencia de S en un momento dado presupone en sí misma la actualización concurrente del potencial de existencia de S.
8. Entonces, cualquier sustancia S tiene en cualquier momento algún actualizador A de su existencia.
9. La propia existencia de A en el momento en que actualiza a S presupone o (a) la actualización concurrente de su propio potencial de existencia o (b) el hecho de que A sea puramente real.
10. Si la existencia de A en el momento en que actualiza S presupone la actualización concurrente de su propio potencial de existencia, entonces existe una regresión de actualizadores concurrentes que es infinita o termina en un actualizador puramente actual.
11. Pero tal regresión de actualizadores concurrentes constituiría una serie causal jerárquica, y tal serie no puede retroceder infinitamente.
12. Entonces, o A en sí mismo es un actualizador puramente actual o hay un actualizador puramente actual que termina la regresión que comienza con la actualización de A.
13. Entonces, la ocurrencia de C y por lo tanto la existencia de S en cualquier momento dado presupone la existencia de un actualizador puramente actual.

14. Entonces, hay un actualizador puramente actual.

Siguiendo a Feser, las series causales son jerárquicas y deben tener un primer miembro “que pueda actualizar su potencial de existir sin tener que actualizarse él mismo”. Esto es Dios, el "Motor inmóvil" de Aristóteles, o, según Feser, el "actualizador no actualizado". Este actualizador es una mente "inmutable, eterna, inmaterial, incorpórea, perfecta, omnipotente, totalmente buena, inteligente y omnisciente". En él existen las "formas o patrones manifiestos en todas las cosas". Por definición, si Dios nunca actúa, no pudo haber creado nada, ni puede efectuar la salvación. Entonces Dios es un agente y, por lo tanto, actúa y tiene una voluntad. Además, es un agente moral, actúa de acuerdo con principios morales (en oposición a los principios amorales. Luego, Dios nos ama, asegura justicia para nosotros y realiza milagros para nosotros.

### Argumento de la contingencia
El argumento de la contingencia sigue por otra ruta de pensamiento básico similar desde la naturaleza del mundo hasta su base última. Las seres que dependen de otros seres para explicar su existencia son contingentes. Pero por sí solos no pueden proporcionar una explicación de la existencia de cada ser contingente. Maimónides sostuvo que "cualquier cosa cuya esencia no implique existencia debe, incluso si es permanente, depender para su existencia de otra cosa". Por lo tanto, lo que explica la existencia de todos los seres contingentes debe incluir a un ser cuya existencia es necesaria.
Se han presentado numerosas versiones modernas de este argumento, entre ellas:

Joshua Rasmussen formula el argumento de la siguiente forma:

1. Necesariamente, cada comienzo de un cierto tipo S (que especificaré) puede tener una causa;
2. Un comienzo a la existencia de todas las cosas no necesariamente existentes sería de tipo S;
3. Tal comienzo puede obtenerse;
4. Tal comienzo no puede ser causado a menos que haya un ser necesario;
5. Por lo tanto, hay un ser necesario.

William Leonard Rowe formula el argumento de la siguiente forma:

1. Cada ser (que existe o alguna vez existió) es un ser dependiente o un ser autoexistente.
2. No todos los seres pueden ser dependientes.
3. Por tanto, existe un ser autoexistente.

#### Tomás de Aquino
En la era escolástica, Tomás de Aquino formuló el «argumento de la contingencia» en su tercera via, siguiendo a Aristóteles al afirmar que debe haber algo que explique por qué existe el Universo. Dado que el Universo podría, bajo diferentes circunstancias, posiblemente no existir (contingencia), su existencia debe tener una causa, no simplemente otra cosa contingente, sino algo que existe por necesidad (algo que debe existir para cualquier otra cosa exista). En otras palabras, incluso si el Universo siempre ha existido, aún debe su existencia a una causa no causada. Aquino dijo además: «... y esto entendemos que es Dios».
El argumento de Aquino desde la contingencia permite la posibilidad de un universo que no tiene principio en el tiempo. Es una forma de argumento de causalidad universal. Aquino observó que, en la naturaleza, había cosas con existencias contingentes. Como es posible que tales cosas no existan, debe haber algún tiempo en el que estas cosas no existan. Por lo tanto, según Aquino, debe haber habido un momento en que nada existía. Si esto es así, no existiría nada que pudiera traer algo a la existencia. Los seres contingentes, por lo tanto, son insuficientes para dar cuenta de la existencia de seres contingentes: debe existir un ser necesario cuya inexistencia es imposible, y de la cual se deriva la existencia de todos los seres contingentes.

#### Leibniz

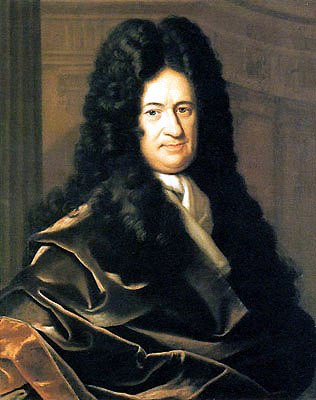
Gottfried Leibniz hizo un argumento de la contingencia con su principio de razón suficiente.

El filósofo alemán Gottfried Leibniz hizo un argumento de la contingencia donde intenta demostrar la existencia de un ser necesario e inferir que este ser es Dios con su principio de razón suficiente. 
En su Monadología explica que «no se puede encontrar ningún hecho que sea verdadero o existente, ni ninguna proposición verdadera», escribió, «sin que haya una razón suficiente para que sea así y no de otra manera, aunque no podemos conocer estos motivos en la mayoría de los casos». Formuló el argumento cosmológico sucintamente: «¿Por qué hay algo en lugar de nada? La razón suficiente [...] se encuentra en una sustancia que [...] es un ser necesario que lleva la razón de su existencia dentro de sí mismo».
Leibniz no pretende basarse en ninguna premisa que descarte la posibilidad de una serie infinita. Dice, por ejemplo: «Ciertamente concedo que puedes imaginar que el mundo es eterno». Leibniz piensa que el mundo pudo ser de otras infinitas maneras, en tanto que existen infinitos mundos lógicamente posibles, y la razón por la que el mundo es así y no de otra manera es Dios, y la razón por la que Dios eligió este mundo y no otro de los infinitos posibles es porque «éste es el mejor de los mundos posibles» acorde con sus atributos de perfecta bondad e infinita sabiduría. El principio de razón suficiente también es empleado por Samuel Clarke en su argumento cosmológico. El argumento de Leibniz, denominado como "argumento cosmológico leibniziano", ha tenido muchas formulaciones.

Alexander Pruss formula el argumento como el siguiente:
1. Cada hecho contingente tiene una explicación.
2. Hay un hecho contingente que incluye todos los demás hechos contingentes.
3. Por lo tanto, hay una explicación de este hecho.
4. Esta explicación debe involucrar a un ser necesario.
5. Este ser necesario es Dios.

William Lane Craig lo formula de la siguiente forma:
1. Todo lo que existe tiene una explicación de su existencia (ya sea por la necesidad de su propia naturaleza o por una causa externa).
2. Si el universo tiene una explicación de su existencia, esa explicación es Dios.
3. El universo existe.
4. Por lo tanto, el universo tiene una explicación de su existencia. (de 1, 3)
5. Por lo tanto, la explicación de la existencia del universo es Dios. (de 2, 4)

En su "Prueba racionalista", Edward Feser defiende el principio de razón suficiente argumentando que si no fuera verdadero, entonces "las cosas y los acontecimientos sin una explicación o inteligibilidad evidentes serían extremadamente comunes" y "seríamos incapaces de confiar en nuestras propias facultades cognitivas".
El filósofo Michael Almeida formuló un argumento basado en el realismo modal de David Lewis y un principio de razón suficiente fuerte (donde "todo lo que existe tiene una explicación absoluta para su existencia [...] no hay hechos contingentes") para la existencia necesaria de Dios como explicación absoluta de todo lo que existe. Por otro lado, los filósofos Richard M. Gale y Alexander Pruss propusieron una nueva versión basada en un principio de razón suficiente débil (donde "solo requiere la posibilidad de que haya una explicación para cualquier proposición verdadera") para la existencia de "un ser sobrenatural necesario que es muy poderoso, inteligente y bueno y crea libremente el universo" pero no un "Dios absolutamente perfecto (el que esencialmente tiene todas las omni-perfecciones)". Graham Oppy criticó esta distinción sosteniendo que el principio débil implica el principio fuerte. Varios filósofos de la religión, como Joshua Rasmussen y T. Ryan Byerly, han defendido la inferencia que el ser necesario que explica la totalidad de los hechos contingentes es Dios.

### Argumento cosmológico Kalām
Otro tipo de argumento cosmológico que se basa en una primera causa inicial del universo. Este argumento cosmológico se le denomina Kalām y se desarrolló como un concepto dentro de la teología islámica, especialmente en la tradición mutakalliman. 

Steven Duncan escribe que "fue formulado por primera vez por un neoplatónico cristiano siríaco de habla griega, Juan Filópono, quien afirma encontrar una contradicción entre la insistencia pagana griega en la eternidad del mundo y el rechazo aristotélico de la existencia de cualquier existencia de un infinito actual". Refiriéndose al argumento como el argumento cosmológico Kalām, Duncan afirma que "recibió su articulación más completa a manos de los exponentes musulmanes y judíos [medievales] de Kalam ("el uso de la razón por parte de los creyentes para justificar las presuposiciones metafísicas básicas de la fe"). Una de las primeras formulaciones del argumento cosmológico Kalām viene de Al-Kindi (siglo IX), que fue uno de los primeros filósofos islámicos en intentar introducir un argumento para la existencia de Dios basado en premisas puramente empíricas. Su principal contribución es el argumento cosmológico (Dalil al-Huduth) para la existencia de Dios, en su obra Sobre la Primera Filosofía. Fue refinado en el siglo XI por Al-Ghazali (en La incoherencia de los filósofos) y en el siglo XII por Averroes. Al-Ghazali escribió:
«Todo ser que comienza tiene una causa para su comienzo; ahora, el mundo es un ser que comenzó; por lo tanto, posee una causa para su comienzo».
Al-Ghazali sostiene que "si todo tuviera una causa, habría una cadena infinita de causas que se remontarían a un pasado infinito", es decir, un infinito real. Pero si esto fuera así, sería imposible nunca alcanzar el eslabón actual de la cadena infinita de causas. Por lo tanto, el universo tuvo un comienzo.
El argumento cosmológico del Kalām es consistente con el relato bíblico, donde dice que Dios es la Primera Causa no causada, el cual creó al universo por su propia voluntad ex nihilo (de la nada).

#### William Lane Craig

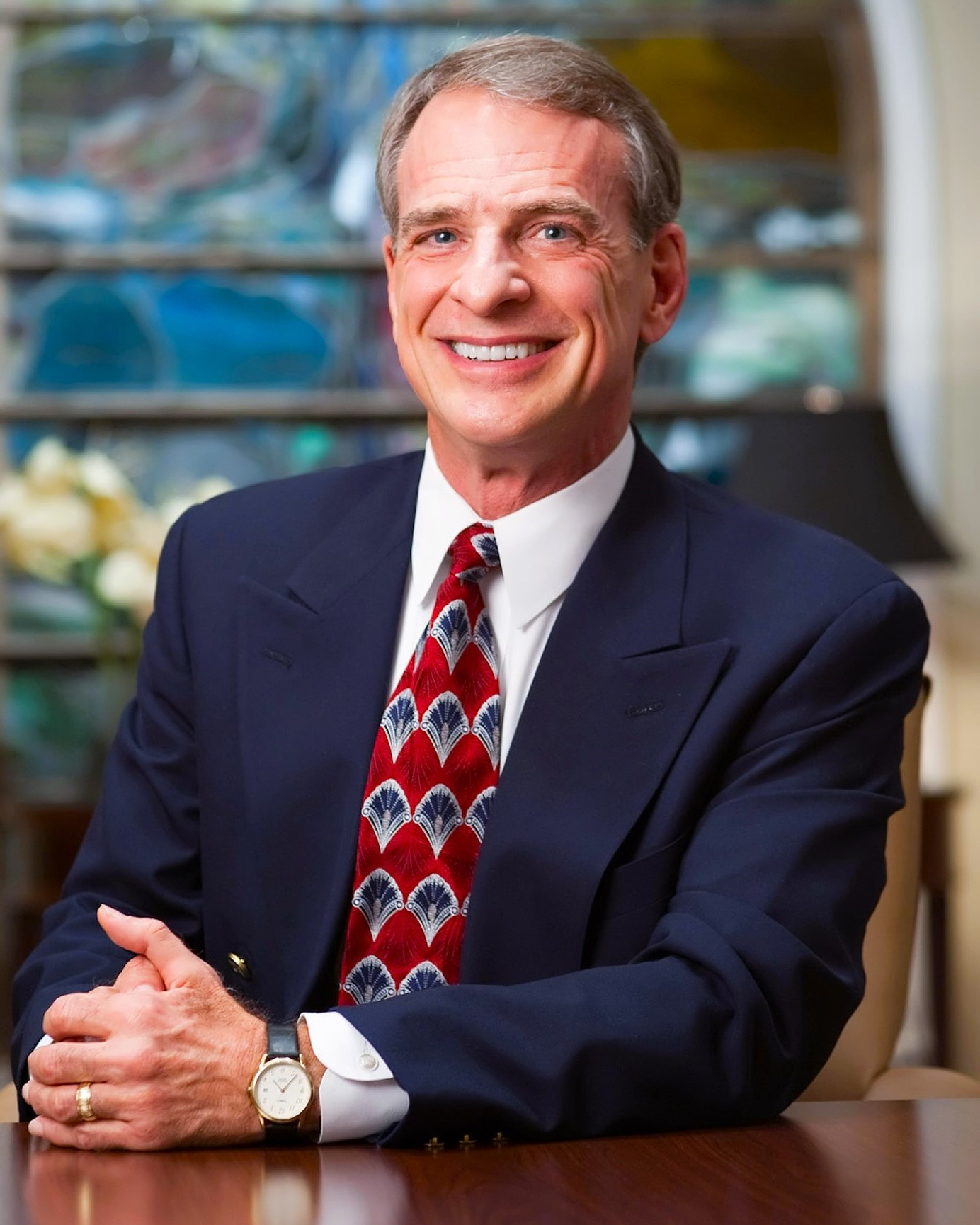
William Lane Craig resucitó los argumentos islámicos ofreciendo una defensa contemporánea del argumento cosmológico Kalām.

Uno de los mayores defensores contemporáneos del argumento cosmológico Kalām es William Lane Craig, quien le dio tal nombre y estructura general en su libro The Kalām Cosmological Argument:

1. Todo lo que comienza a existir tiene una causa para su existencia;
2. El universo comenzó a existir.
3. Por lo tanto, el universo tiene una causa para su existencia.

Craig defiende el principio causal de la primera premisa apelando al clásico principio de que «algo no puede surgir de la nada», el cual es intuitivo y demostrado por la experiencia. Con respecto a la segunda premisa, Craig defiende finitismo temporal del universo con dos argumentos lógicos en contra de la posibilidad metafísica de un infinito actual, como sería un universo eterno, y su formación por adiciones sucesivas, ya que no se puede "pasar a través de un número infinito de elementos, un elemento a la vez". Como apoyo a estos argumentos, Craig apela a experimentos mentales (como el hotel de Hilbert de David Hilbert, las paradojas de Zenón y las órbitas de Júpiter y Saturno por de Al-Ghazali) y observaciones científicas (como el Big Bang, el teorema de Borde-Guth-Vilenkin y la segunda ley de la termodinámica).
A partir de la conclusión del silogismo inicial, Craig concluye que las implicaciones de este argumento llevan a un ser divino con los atributos del teísmo clásico (aunque Craig rechaza la simplicidad divina).

Sobre la base de nuestro argumento, esta causa tendría que ser incausada, eterna, inmutable, atemporal e inmaterial. Además, tendría que ser un agente personal que elija libremente crear un efecto en el tiempo. Por lo tanto, sobre la base del argumento cosmológico kalam, concluyo que es racional creer que Dios existe.

#### Alexander Pruss
Una versión del argumento de la kalam fue formulada por Alexander Pruss. A diferencia de las versiones de Al-Ghazali y Craig, Pruss no argumenta en contra de la posibilidad de un infinito actual (pues pondría las matemáticas en peligro según Pruss) o de infinitas secuencias pasadas (finitismo temporal) y defiende lo que Pruss denomina finitismo causal, donde un número infinito de cosas no puede ser causalmente anterior a una cosa. Entonces el argumento sigue de la siguiente manera:

1. Hay causas.
2. Si cada causa tiene una causa, hay una circularidad de causalidad o una regresión causal infinita.
3. La circularidad en la causalidad es imposible y las regresiones causales infinitas son imposibles. (Por finitismo causal)
4. Entonces, no todas las causas tienen una causa.
5. Entonces, hay una causa no causada.
6. Cada cosa contingente tiene una causa.
7. Entonces hay un ser necesario.

Aquí, la premisa (1) es ampliamente aceptada, aunque hay algunos filósofos que piensan que debido a que la física fundamental se puede formular sin la palabra «causa», se debería ser escéptico sobre si existe causalidad. La premisa (4) es aún menos controvertida. [...] La premisa (2) es bastante poco controvertida, aunque se ha propuesto que el universo puede explicarse por causalidad circular (ver Quentin Smith) [...] Eso deja dos premisas altamente controvertidas: (3) y (6).
Pruss defiende la tercera premisa mediante paradojas como la lámpara de Thomson o la paradoja de la parca (Grim Reaper Paradox) de José Benardete. En cuanto a la sexta premisa:
Sin embargo, no tendré mucho que decir sobre (6) y la identificación de Dios con la primera causa. [...] Uno puede entonces argumentar que la elegancia y unidad de las partes observadas del nexo causal nos da alguna razón para pensar que la causa última es singular en lugar de plural. Uno podría desplegar más argumentos de diseño para argumentar que la causa última probablemente sea un agente movido por buenas razones [...] Me gustaría que este artículo fuera una invitación para que un ateo se tome en serio el finitismo causal y, por lo tanto, se tome en serio la existencia de una causa última no causada, quizás plural, y luego unirse en una investigación común de cómo es probable que sea esta causa última sin causa.

### Argumento cosmológico modal
La lógica modal (que intenta capturar el comportamiento deductivo de las expresiones «es necesario que» y «es posible que») recibió en la década de 1960 un auge filosófico con, por ejemplo, los "argumentos ontológicos modales" a favor de la existencia de Dios. En consecuencia, también se han formulado argumentos cosmológicos modales que tratan de demostrar que "existe una cosa inmutable que explica, al menos parcialmente, la existencia de cosas cambiantes". El argumento de Richard M. Gale y Alexander Pruss se basó en el axioma modal S5, que establece que "si es posible que p, entonces es necesario que sea posible que p". Richard McDonough resume el argumento de Gale y Pruss en una entrada de la Internet Encyclopedia of Philosophy:

(1) Si es posible que exista un creador sobrenatural necesario del mundo real, G, entonces es necesario que exista un creador sobrenatural del mundo, G. 

(2) Es posible que exista un creador sobrenatural del mundo, G. 

Por tanto, (3) es necesario que exista un creador sobrenatural del mundo, G.

Ryan Stringer formula otro argumento modal de la siguiente forma:

(P1) Existen seres contingentes.

(P2) Todos los seres que existen tienen una explicación para su existencia.
(P3) Hay una explicación para la existencia de seres contingentes (de P1 y P2).
(P4) Los seres contingentes se explican por sí mismos o por algún otro ser (s) (de P3).
(P5) Los seres contingentes no se explican por sí mismos.
(P6) Los seres contingentes son explicados por algún otro ser (s) (de P4 y P5).
(P7) Los otros seres que explican la existencia de seres contingentes deben ser contingentes o necesarios (de P6).
(P8) Los otros seres que explican la existencia de seres contingentes no pueden ser también contingentes porque una mayor contingencia por sí misma dará como resultado algo que existe inexplicablemente, que entra en conflicto con P2.
(P9) Debe existir al menos un ser necesario que explique la existencia de seres contingentes (de P7 y P8).

(C) Dios es el único ser necesario que explica la existencia de seres contingentes (de P9).

### Distinciónin esseein fieri
La diferencia entre los argumentos de causalidad in fieri e in esse es bastante importante. In fieri generalmente se traduce como "convertirse", mientras que in esse generalmente se traduce como "en esencia". In fieri, el proceso de llegar a ser, es similar a construir una casa. Una vez construida, el constructor se marcha y él se levanta por sí solo; compárese con la analogía del relojero. (Puede requerir mantenimiento ocasional, pero eso está más allá del alcance del argumento de la primera causa).
In esse (esencia) es más parecido a la luz de una vela o al líquido en un recipiente. El jesuita George Hayward Joyce explicó que, "cuando la luz de la vela depende de su existencia continua, una vela no sólo produce luz en una habitación en primera instancia, sino que su presencia continua es necesaria si se desea que la iluminación continúe. Si se retira, la luz cesa. Nuevamente, un líquido recibe su forma del recipiente en el que está contenido; pero si se retirara la presión de los lados que lo contienen, no conservaría su forma ni por un instante". Esta forma del argumento es mucho más difícil de separar de un argumento puramente de la primera causa que el ejemplo anterior del mantenimiento de la casa, porque aquí la primera causa es insuficiente sin la existencia continua de la vela o el recipiente.
El filósofo Robert Koons ha planteado una nueva variante del argumento cosmológico. Dice que negar la causalidad es negar todas las ideas empíricas; por ejemplo, si conocemos nuestra propia mano, la conocemos debido a la cadena de causas que incluyen la luz que se refleja en los ojos, estimula la retina y envía un mensaje a través de la óptica. nervio en tu cerebro. Resumió el propósito del argumento como "que si no aceptas la metafísica teísta, estás socavando la ciencia empírica. Los dos crecieron juntos históricamente y son cultural y filosóficamente interdependientes [...] Si dices que simplemente no creo en este principio de causalidad, eso será un gran problema para la ciencia empírica". Por lo tanto, esta versión in fieri del argumento no pretende probar a Dios, sino sólo refutar las objeciones que involucran a la ciencia y la idea de que el conocimiento contemporáneo refuta el argumento cosmológico.

## Críticas

### Epicureísmo
El filósofo griego Epicuro enseñó una filosofía atomista en donde los dioses se mantienían ajenos del mundo y la misma naturaleza es la que gobierna todo el cosmos, contrariando así al pensamiento platónico y aristotélico.
Las doctrinas cosmológicas del epicureísmo fueron extensamente expuestas por el poeta romano Lucrecio en De rerum natura. En él, Lucrecio sostiene mediante explicaciones naturalistas que el universo está compuesto por espacio vacío y cuerpos diminutos llamados átomos. Dado que nada surge de la nada, Lucrecio argumenta, a modo de un argumento cosmológico, la necesidad y eternidad de la materia. Luego esta es indestructible de facto. No existen seres sobrenaturales que puedan crear ni destruir la materia, de modo que si la materia no fue creada, el cosmos tampoco lo fue. Aunque los epicúreos sí creían en la existencia de los dioses estos vivían en otros mundos ajenos al nuestro y no controlaban el cosmos. A su vez, Lucrecio razona que los átomos están eternamente en movimiento a causa de su propio peso y la desviaciones azarosas de su trayectoria es causante de la formación del resto de cuerpos en el universo (véase teoría del clinamen). La posibilidad de que el mundo ordenado podría haber surgido por la combinación aleatoria de átomos desde el caos de forma natural es lo que el filósofo David Hume llamó «la hipótesis epicúrea».

### David Hume

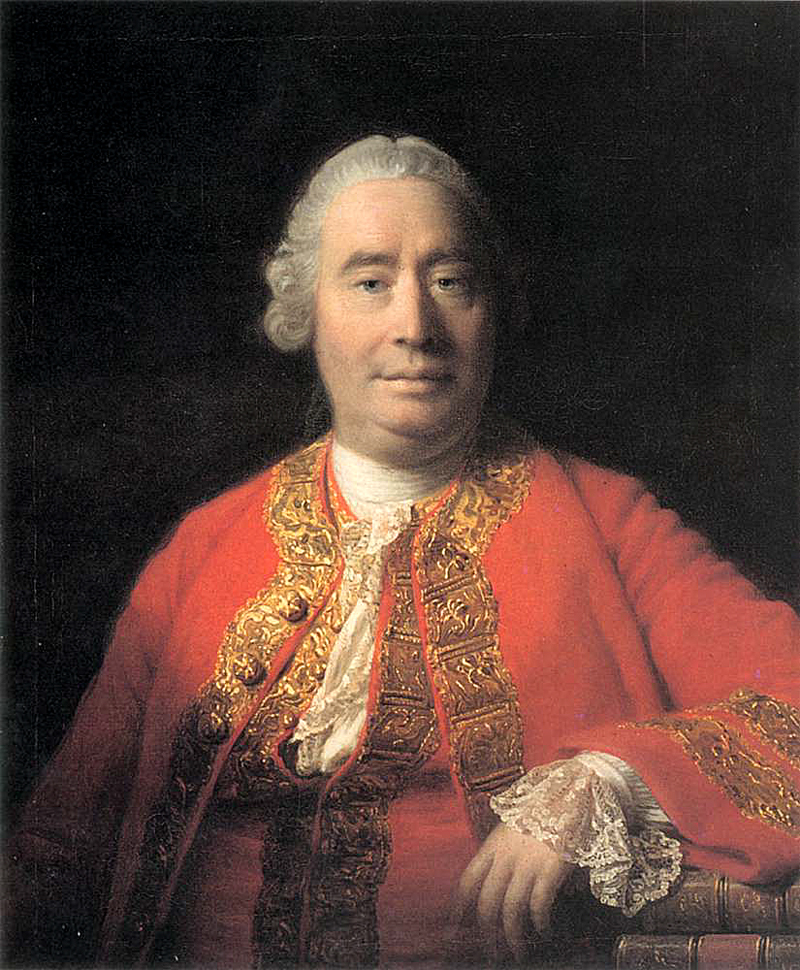
David Hume criticó el principio de causalidad necesaria del argumento.

David Hume sostuvo como empirista que la existencia de Dios no es necesaria a priori, pues su inexistencia es concebible, ni tampoco se sabe si es posible porque Dios es incomprensible para nosotros. Con esto quiere decir que el término "ser necesario" no tiene sentido a posteriori.

«...hay un evidente absurdo en pretender demostrar una cuestión de hecho, o probarla con argumentos a priori. Nada es demostrable, a menos que lo contrario sea una contradicción. Nada, que sea directamente concebible, implica una contradicción. Cualquier cosa que concibamos como existente, también podemos concebir como inexistente. No hay ser, por lo tanto, cuya no existencia implique una contradicción. En consecuencia, no hay Ser cuya contradicción sea demostrable».

Destacó el problema de la inducción y argumentó que las relaciones causales no eran verdaderas a priori, ya que la premisa de causalidad se ha llegado a través de un razonamiento inductivo a posteriori que depende de la experiencia.
Hume explica que ningún objeto revela a través de las cualidades captadas por nuestro sentidos ni sus causas ni sus efectos, y que nuestra idea de causalidad consiste del hábito que tenemos de que ciertos acontecimientos se den tras otros que los preceden.

«No tenemos otra noción de causa y efecto que la de ciertos objetos, que siempre han estado unidos entre sí, y que en todos los casos pasados se han encontrado inseparables. No podemos penetrar en la razón de la conjunción. Solo observamos la cosa en sí, y siempre encontramos que a partir de la conjunción constante los objetos adquieren una unión en la imaginación».

Hume afirma que puede imaginar un hecho contingente que ocurre sin una causa. En consecuencia, no tenemos ninguna razón para creer que el primero causó al segundo, o que continuarán apareciendo siempre en conjunción constante en el futuro.

«Pero esto no prueba que todo ser deba ser precedido por una causa; no más de lo que se sigue, porque todo marido debe tener una esposa, que por lo tanto todo hombre debe estar casado. El verdadero estado de la cuestión es si todo objeto, que comienza a existir, debe su existencia a una causa: y esto no lo afirmo como algo seguro intuitiva ni demostrativamente».

Por último, Hume sostuvo que cuando se explican todas las partes y elementos de un conjunto, se explica todo el conjunto en sí mismo. Luego si se explicase todo dentro del universo, el universo ya tendría una explicación.

«Si les mostré la causa particular de cada individuo en una colección de veinte partículas de materia, me parecería muy irrazonable que luego me preguntaran cuál fue la causa de las veinte enteras. Esto se explica suficientemente al explicar la causa de las partes.»

Paul Edwards también han invocado un principio similar en sus críticas al argumento cosmológico. William L. Rowe ha llamado a esto el "principio de Hume-Edwards":

«Si se explica la existencia de cada miembro de un conjunto, se explica por ello la existencia de ese conjunto.»

Sin embargo, David White argumenta que la noción de una regresión infinita causal que proporciona una explicación adecuada es falaz. Además, en los Diálogos sobre la religión natural de Hume, el personaje Demea afirma que, incluso si la sucesión de causas es infinita, la cadena sigue requiriendo una causa.

### Immanuel Kant

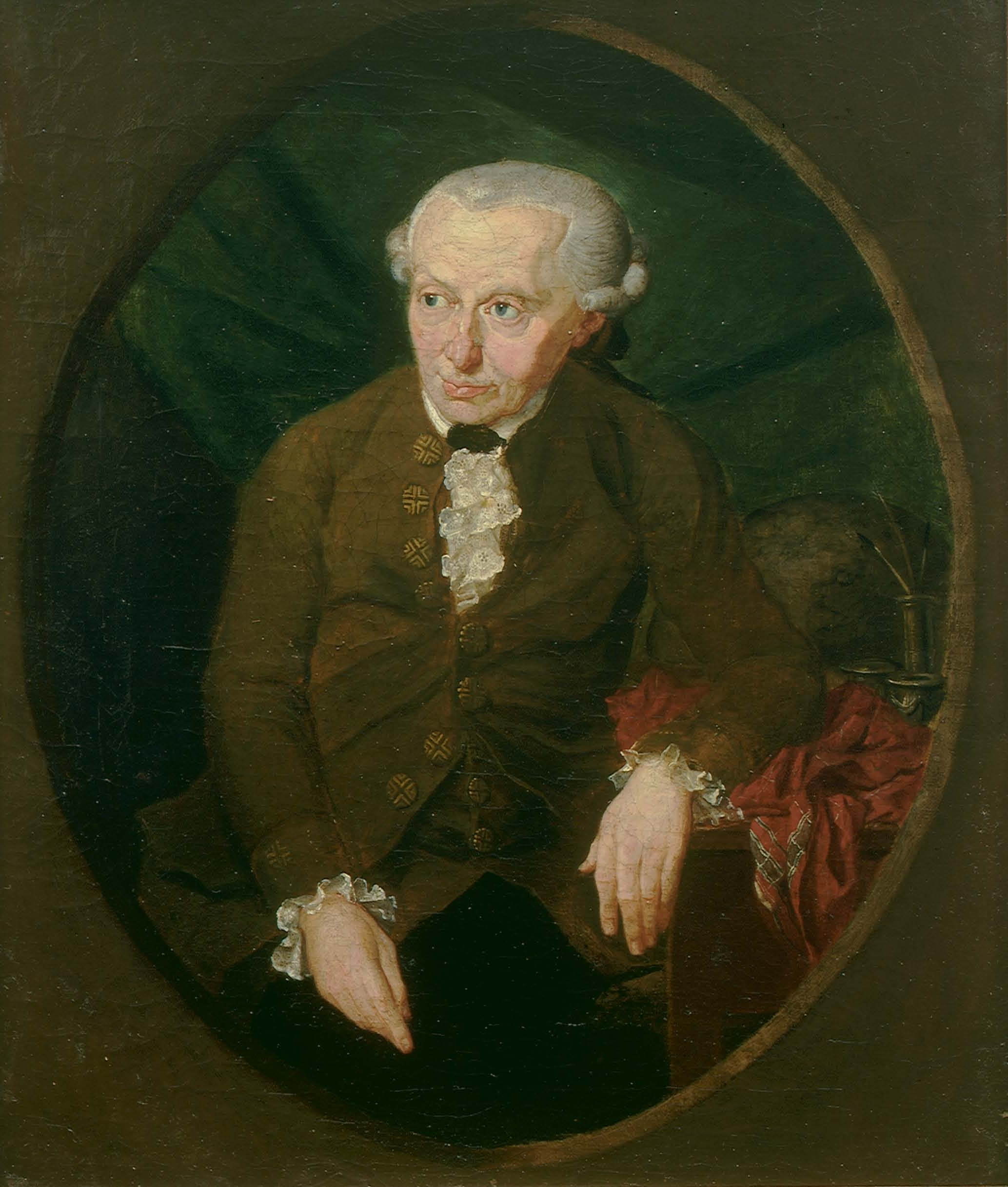
Immanuel Kant objetó al concepto de un «ser necesario» del argumento cosmológico y ontológico.

Immanuel Kant en Crítica de la razón pura se opuso al concepto del «ser necesario». Sostuvo que el argumento cosmológico, al identificar el ser necesario, se basa en el argumento ontológico, que a su vez es cuestionable. Tampoco se puede buscar el fundamento de la existencia de Dios, la razón de su ser, en Él mismo ya que se afirmaría su anterioridad y posterioridad respecto de sí mismo. Según Kant:

«Para poner bien a salvo su fundamento, esta prueba se basa en la experiencia, lo cual le permite ofrecer de sí misma una imagen distinta del argumento ontológico, que pone toda su confianza en meros conceptos puros a priori. Pero la demostración cosmológica no se sirve de esta experiencia más que para un único paso, el requerido para llegar al ser necesario [...]. Toda la fuerza demostrativa contenida en el llamado argumento cosmológico, no consiste, pues, en otra cosa que en el argumento ontológico, construido con meros conceptos; la supuesta experiencia es superflua; tal vez pueda conducirnos al concepto de necesidad absoluta, pero no determinar tal necesidad en una cosa determinada».

### Bertrand Russell

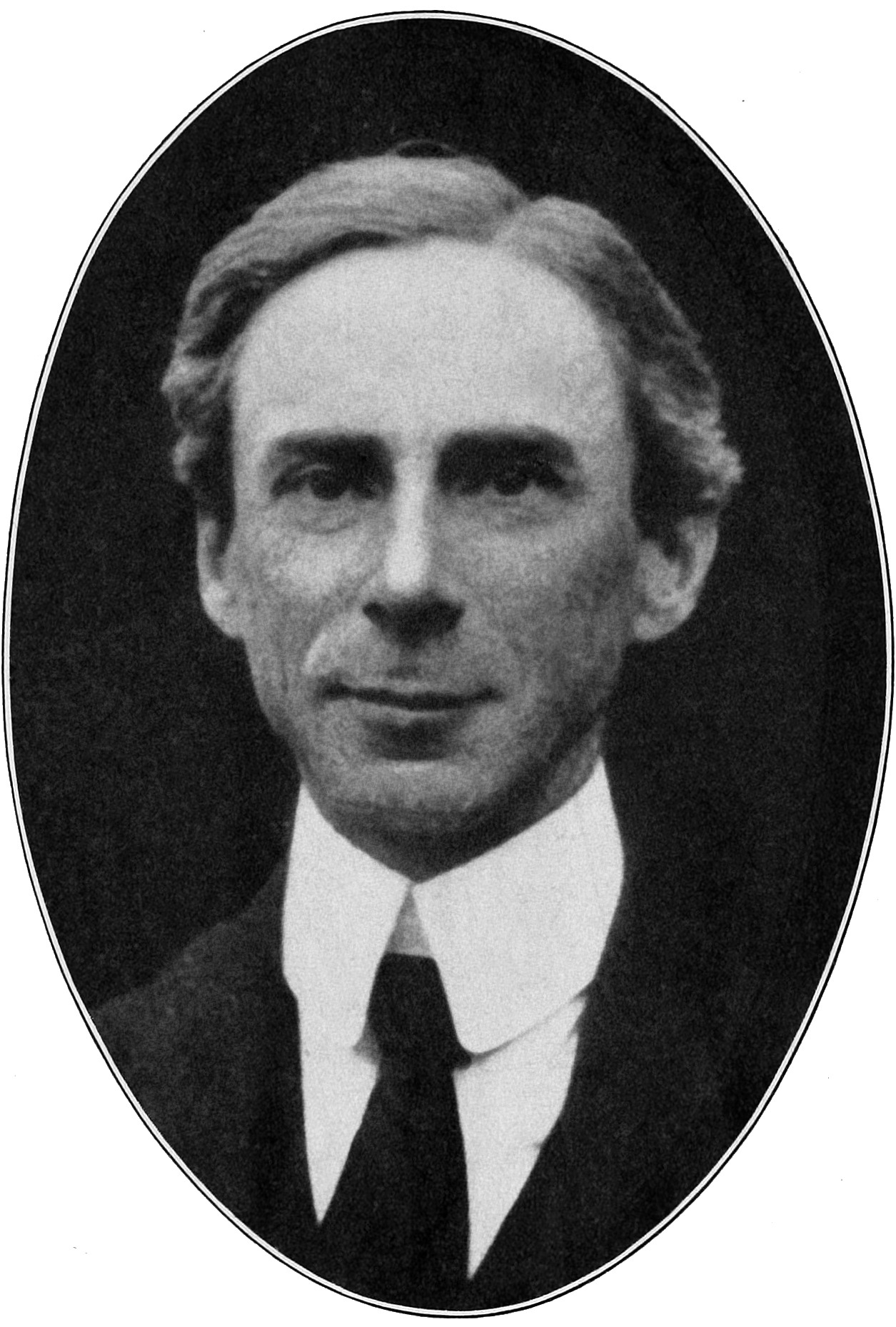
Bertrand Russell sostuvo que el universo existe como hecho bruto, sin requerir de una explicación.

En cuanto al argumento cosmológico, el filósofo Bertrand Russell admite que es más aceptable que el argumento ontológico y no puede ser refutado con tanta facilidad. Bertrand Russell también menciona en su autobiografía la siguiente reflexión:

No creía en la vida en el más allá, pero sí creía en Dios, pues el argumento de primera causa, me parecía irrefutable. Pero a la edad de dieciocho años, poco antes de ingresar en Cambridge, leí la autobiografía de John Stuart Mill, en la cual explicaba cómo su padre le enseñó que no se puede preguntar «¿Quién me creó?», ya que esta pregunta conllevaría la de «¿quién creó a Dios?». Esto me llevó a abandonar el argumento de la primera causa y a comenzar a ser ateo.
Bertrand Russell, Autobiografía de Bertrand Russell, 1967.

Como matemático, Russell criticó los argumentos que se basan en imposibilidad de una serie que no tenga primer término, pues "la serie de enteros negativos que termina en menos uno es un ejemplo de lo contrario". Russell concluye en The Principles of Mathematics que las "objeciones a números infinitos, clases y series, y la noción de que el infinito como tal es contradictorio en sí mismo, pueden descartarse como infundadas".
En su debate radiofónico de la BBC con Frederick Copleston, Russell sigue a Hume sosteniendo que dado que derivamos el concepto de causa de nuestra observación de cosas particulares, no podemos preguntar sobre la causa de algo como el universo que no podemos experimentar. Es decir, aunque todo dentro del universo requiere de una causa, no se sigue el universo en sí mismo deba tenerla (falacia de composición). El hecho de que cada humano tenga una madre no significa que toda la raza humana tenga una madre.

Ese argumento, supongo, no tiene mucho peso en la actualidad, porque, en primer lugar, causa no es ya lo que solía ser. [...] Si todo tiene que tener alguna causa, entonces Dios debe tener una causa. Si puede haber algo sin causa, igual puede ser el mundo que Dios, por lo que no hay validez en ese argumento.
Bertrand Russell, Por qué no soy cristiano, 1967

Similarmente, Miguel de Unamuno sostuvo que la afirmación de que todo ser tiene una causa solo aplica a los fenómenos producidos a la materia, pero no a la materia en sí misma, ya que la materia es la sustancia de la que parten los fenómenos y nunca se ha observado empíricamente tal cosa.
Russell argumentó en Sobre la noción de causa que la ley de causalidad, tal como la suelen afirmar los filósofos, es falsa y no se usa en las ciencias. Por ejemplo, "en el movimiento de los cuerpos que gravitan mutuamente, no hay nada que pueda llamarse causa ni nada que pueda llamarse efecto; simplemente hay una fórmula". También rechazó el principio de la razón suficiente de Leibniz en su versión metafísica, reduciendo el universo a un simple hecho bruto, del cual su existencia no exige una explicación; «está ahí, y eso es todo». Stephen Hawking reiteró esta opinión, diciendo en Breve historia del tiempo que:

Incluso si hay sólo una teoría unificada posible, se trata únicamente de un conjunto de reglas y de ecuaciones. [...] El método usual de la ciencia de construir un modelo matemático no puede responder a las preguntas de por qué debe haber un universo que sea descrito por el modelo. [...] Si encontrásemos una respuesta a esto, sería el triunfo definitivo de la razón humana, porque entonces conoceríamos el pensamiento de Dios.

Similarmente, Neil deGrasse Tyson expresó que:«desearía tener una mejor respuesta para ti, pero el universo no tiene la obligación de tener sentido para ti». Sean Carroll describe la naturaleza de esta cuestión de la siguiente manera:

La naturalidad del impulso de preguntar por qué existe el universo no implica que la pregunta sea coherente o que se pueda responder. La realidad es única, incluso si en cierto sentido hay muchos "mundos" existentes, podemos tomar la realidad como la colección única de todos esos mundos. Podría darse el caso de que la propiedad de “tener una razón por la cual” se aplique a los hechos dentro de la realidad, pero no a toda la realidad misma.

Además, Russell rechazó el concepto de un «ser necesario». Reconoce que las definiciones y las pruebas lógicas pueden ser necesariamente ciertas, pero no que existan necesariamente. Para Russell, el monadismo de Leibniz lleva necesariamente al ateísmo, en tanto que las mónadas son ontológicamente como autosuficientes, no necesitando entonces a Dios.

### J. L. Mackie
John Leslie Mackie en el quinto capítulo de El milagro del teísmo se opuso a varias formulaciones del argumento cosmológico. 
Primero criticó la formulación de Leibniz, basada en el principio de razón suficiente. Mackie plantea dos cuestiones: "¿Cómo sabemos que todo debe tener una razón suficiente?" y "¿Cómo puede haber un ser necesario, que contenga su propia razón suficiente?". Si la segunda pregunta no puede ser respondida entonces "se seguirá que las cosas en su conjunto no pueden tener una razón suficiente". Mackie argumentó siguiendo la crítica kantiana que "si Dios tiene necesidad metafísica, la existencia de Dios es lógicamente contingente", ya que "la existencia incluso de un ser cuya esencia incluyera la existencia no se explicaría por sí misma: podría no haber existido tal cosa"; de modo que "se requiere alguna razón para la propia existencia de Dios".
A continuación, Mackie critica los argumentos de Aquino basados en la imposibilidad de una regresión causal infinita. Las dos primera Vías de Aquino, dice Mackie, citando a Anthony Kenny, "dependen demasiado de teorías físicas anticuadas para ser de mucho interés ahora", siendo la tercera Vía de la contingencia "más significativa". Para Scott MacDonald, la primera vía de Aquino puede "liberarse de las trampas de la ciencia y la astrología antiguas y defenderse contra las críticas estrictamente filosóficas más comunes [...] no obstante, falla como prueba independiente de la existencia de Dios porque su validez depende de otra de las pruebas de Tomás de Aquino de la existencia de Dios", esta es la Tercera Vía. Mackie señala que sería una clara falacia lógica inferir "en algún momento todo no es" de "cada cosa en algún momento no es". Para Mackie, Tomás comete una petición de principio al asumir la imposibilidad de una regresión infinita de las causas, pues Tomás supone que hay una relación de dependencia ontológica en dirección a un primer ser necesario, pero una serie infinita o cíclica no lo posee. Esta suposición se basa en un principio de razón suficiente.
En cuanto al argumento Kalam, Mackie objeta que si tomamos en serio la noción de infinito debemos decir que en un pasado infinito no habría ningún punto de partida, incluso uno infinitamente distante. Pero aun si el universo tuvo un comienzo, no hay razón para aceptar un Dios con el poder de crear algo de la nada porque o Dios comenzó a existir en un punto en el tiempo (lo cual sería contingente), o ha existido infinitamente (esto plantearía el problema del infinito real), o la existencia de Dios es atemporal (lo cual sería un completo misterio).
Finalmente, Mackie analiza la variante inductiva del argumento cosmológico de Richard Swinburne que establece que Dios es la hipótesis más probable para explicar la existencia del universo basándose en el teorema de Bayes. Mackie cuestionó que el universo no tenga explicación sea “muy improbable”, además que para Mackie "la hipótesis de la creación divina es muy improbable", ya que "no hay nada en nuestro conocimiento previo que haga comprensible, y mucho menos probable, que algo tuviera tal poder". Luego Mackie concluye que agregar un dios no resuelve que el universo sea inexplicable.

### Otros autores
Una objeción al argumento cosmológico básico es que simplemente establece que existe una primera causa en lugar de un Dios del que estriban los atributos de la omnisciencia, la omnipotencia y la omnibenevolencia. Richard Dawkins en su best seller El espejismo de Dios criticó las tres primeras vías de Tomás de Aquino argumentando que «de ninguna manera está claro que Dios proporciona un terminador natural a las regresiones infinitas de Aquino» y que tampoco «existe en lo absoluto ninguna razón para dotar a ese terminador con cualquiera de las propiedades normalmente adscritas a Dios». Esta razón es por la que el argumento a menudo se expande para mostrar que al menos algunos de estos atributos divinos son necesariamente verdaderos, como en el argumento Kalām dado anteriormente. Dicho argumento ha sido criticado por filósofos como Graham Oppy y Quentin Smith; físicos como Paul Davies, Lawrence Krauss y Victor Stenger; y autores como Dan Barker. El filósofo ateo J. H. Sobel ofrece objeciones a las tres primeras vías de Aquino al desafiar la noción de sostener causas eficientes y un actualizador concurrente de la existencia.
Carl Brownson sostuvo que el problema del mal podría refutar la necesidad lógica de Dios y por consiguiente los argumentos ontológicos y de contingencia fallarían. Richard Gale sostiene al estilo kantiano que ningún argumento cosmológico puede ser sólido por la imposibilidad de un «ser necesario». Roy Sorensen escribe en la Stanford Encyclopedia of Philosophy que para muchos filósofos la pregunta "¿Por qué existe algo, en lugar de nada?" es intrínsecamente imposible de responder, como cuadrar un círculo, e incluso Dios no la responde lo suficiente:

Para explicar por qué existe algo, normalmente apelamos a la existencia de algo más [...] Por ejemplo, si respondemos 'Hay algo porque el Diseñador Universal quería que hubiera algo', entonces nuestra explicación da por sentada la existencia del Diseñador Universal. Alguien que plantee la pregunta de manera integral no concederá la existencia del Diseñador Universal como punto de partida. Algunos filósofos concluyen "¿Por qué hay algo en lugar de nada?" es incontestable. Creen que la pregunta nos desconcierta al imponer una exigencia explicativa imposible, a saber, Deducir la existencia de algo sin utilizar ninguna premisa existencial.

Una de las críticas del argumento es que Dios no es el único candidato para una causa no causada del universo, como las fluctuaciones cuánticas o el Big Bang como causa última no causada de todas las otras entidades contingentes. Richard Hanley sostiene que los bucles causales no son lógica, física o epistémicamente imposibles, "la única característica posiblemente objetable que comparten todos los bucles causales es que se requiere la coincidencia para explicarlos". Quentin Smith propuso que el universo puede explicarse por causalidad circular o una causa interna y citó el ejemplo de las partículas virtuales para afirmar la sostenibilidad de los fenómenos naturales no causados.  También sostuvo que el principio de razón suficiente es posible y necesariamente verdadero si "el universo existe necesariamente y tiene contingentemente un vacío cuántico". Graham Oppy sostiene que el naturalismo da una explicación más sencilla que el teísmo en cuanto al origen del universo. Sin embargo, Andrew Loke sostiene que el bucle causal sufre el problema de la circularidad viciosa y Craig argumentó que "las partículas virtuales no vienen literalmente a existir espontáneamente de la nada. Más bien la energía encerrada en el vacío fluctúa espontáneamente de tal manera que se convierte en partículas evanescentes que vuelven casi inmediatamente al vacío". Otras entidades metafísicas como causa del universo distintas a un Dios teísta serían las gunas de la filosofía hindú o el Tao de la filosofía china.
Joseph C. Schmid criticó la "Prueba aristotélica" de Feser defendiendo la tesis de la “inercia existencial” donde al menos hay un ser del mundo natural que tiende a permanecer en la existencia sin necesidad de una causa divina. El principio de causalidad del argumento de Feser ha sido criticado por Graham Oppy al considerar que un potencial no requiere de distintos actualizadores para que permanezca en la existencia, sino la ausencia de cualquier impedimento para la actualización de ese potencial. El filósofo Enric Fernández Gel defiende que frente al indeterminado número de causas posibles del universo, en el naturalismo de Graham Oppy, el teísmo clásico permite reducirlas a una solo una, Dios.
Tanto los teístas como no-teístas en el siglo XX han mostrado un cierto escepticismo al argumento. William L. Rowe había defendido el argumento cosmológico pero sus críticas al principio de razón suficiente le impiden aceptar el argumento como satisfactorio.Similarmente, Richard M. Gale se mantuvo "incrédulo" a pesar de defendido ferozmente. Xavier Zubiri discutió así como la teología en la que se apoya Duns Escoto y las vías de Tomás de Aquino, las cuales no se basan "en hechos susceptibles de análisis", sino en "la interpretación metafísica de unos hechos". Zubiri sostuvo en su lugar un argumento basado en la idea de religación, donde realidad de las cosas es índice de la realidad divina. El filósofo Alvin Plantinga argumentó que Dios es un ser causalmente necesario. Debido a que un ser real o causalmente necesario no existe por necesidad lógica, no existe lógicamente en todos los mundos posibles. Para Plantinga, «esta pieza de teología natural es ineficaz». Richard Swinburne rechazó las versiones deductivas del argumento porque que Dios es un ser lógicamente contingente. En consecuencia, Swinburne formuló versión inductiva del argumento que sostiene que la existencia metafísicamente necesaria de Dios es la mejor explicación de por qué existe todo lo demás como el último "hecho bruto supremo".

### Argumento cosmológico a favor del ateísmo
Quentin Smith formuló argumentos cosmológicos a favor del ateísmo, donde "la cosmología clásica del Big Bang es inconsistente con el teísmo" y una interpretación atea es más "coherente y plausible".

"Probablemente sea cierto que o el universo comenzó sin causa al comienzo de la expansión actual, ya sea (1) después de una singularidad de densidad, temperatura y curvatura infinitas y radio cero, o (2) en una singularidad con valores finitos y distintos de cero, o (3) en una fluctuación del vacío desde un espacio más grande o un túnel desde la nada, o el universo comenzó a existir espontáneamente al comienzo de alguna fase de expansión anterior en las condiciones descritas en (1), (2), o (3)"

Graham Oppy presenta el argumento de Smith de la siguiente manera:

(1) Si Dios existe y hay un estado más antiguo E del universo, entonces Dios creó E.

(2) Si Dios creó E, entonces se garantiza que E contiene criaturas animadas o conduce a un estado posterior del universo que contiene criaturas animadas.
(3) Existe un estado más temprano del universo y es la singularidad del Big Bang.
(4) El estado más antiguo del universo es inanimado desde la singularidad
implica las condiciones hostiles a la vida de temperatura infinita, densidad infinita y curvatura infinita.
(5) La singularidad del Big Bang es inherentemente impredecible y sin ley
y en consecuencia no hay garantía de que emitirá una máxima configuración de partículas que evolucionarán hacia un estado animado del
universo.
(6) (Por lo tanto) Dios no podría haber creado el estado más antiguo del universo.
(De 2, 3, 5, 6)

(7) (Por lo tanto) Dios no existe. (De 1, 6)

William Lane Craig criticó el argumento de Smith, diciendo que "depende de un paralelismo entre Dios y la singularidad cosmológica inicial que parece claramente exagerado", y que sus implicaciones son metafísicamente absurdas.

## Cosmología y física moderna

### Big Bangy modelos cosmológicos

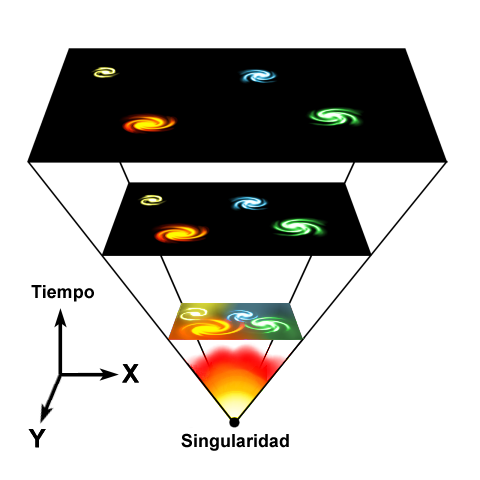
Los avances en cosmología moderna, como el Big Bang, ha sido utilizada como evidencia a favor o en contra del arguemento cosmológico.

Interpretaciones religiosas, especulativas o extra-científicas desde un punto de filosófico del Big Bang han sido usadas para validar la premisa de que el universo tuvo un comienzo.
Alan Guth propuso en 1981 la inflación cósmica como teoría de la expansión exponencial del espacio en el universo temprano y resolver el llamado problema del horizonte. En 1993, Arvind Borde y Aleksandr Vilenkin mostraron que todo modelo de inflación eterna tendría que comenzar con una singularidad. William Lane Craig usó el teorema de Borde-Guth-Vilenkin descrito por estos tres científicos, que deduce que los modelos inflacionarios están incompletos  en el pasado y la expansión no puede ser infinita en el pasado, sino que debe tener un límite espacio-temporal; como apoyo del argumento cosmológico Kalām.
El cosmólogo Sean M. Carroll objetó en un debate con Craig que el teorema de Borde-Guth-Vilenkin solo se aplica al espacio-tiempo clásico. Esto se debe a que la relatividad general a un nivel fundamental es incompatible con la mecánica cuántica, y al predecir singularidades, también predice su propia ruptura. Stephen Hawking declaró que "los teoremas de la singularidad parecen implicar que la teoría general de la relatividad se derrumba o que podría haber partículas cuyas historias no existieron antes de cierto tiempo. Mi propia opinión es que la teoría probablemente falla, pero solo cuando los efectos gravitacionales cuánticos se vuelven importantes".
Cualquier teoría alternativa de la gravedad implicaría inmediatamente una teoría cosmológica alternativa. Por lo tanto, Hawking sostiene la necesidad de una teoría que integre tanto la teoría de la relatividad y la teoría cuántica (ver: Cosmología cuántica y Teoría del todo).
Gabriele Veneziano explica que "modelos más sofisticados, que incluyen efectos cuánticos [...] abren la posibilidad de un universo pre-bang".  "Lo que importa", según Carroll, "son los modelos, no los teoremas, y diferentes científicos, naturalmente, tendrán opiniones diferentes sobre qué tipos de modelos son más probables". En opinión de Guth: "el universo probablemente no tuvo un comienzo y es muy probable que sea eterno". Vilenkin, por otro lado, es partidario de un comienzo temporal y dijo con respecto al teorema BGV que no da razones para creer que se pueden construir modelos viables de un universo eterno pero tampoco "nos dice nada acerca de la existencia de Dios". Michael Martin criticó que "suponiendo que detrás del comienzo primordial del Universo haya un Big Bang sobrenatural, éste no tiene por qué ser el Dios teísta. Una explicación sobrenatural del Big Bang es compatible con el deísmo, un Dios finito e incluso con el politeísmo". También criticó que dicha primera causa sea necesariamente una entidad sobrenatural, inteligente o consciente, en lugar de otro fenómeno natural más.
En física teórica existen excepciones a los teoremas de singularidad que brindan posibles alternativas al modelo estándar del Big Bang. Son entre ellas: los modelos de tipo curva cerrada temporal, defendido por John Richard Gott; de inflación eterna, defendido por George Ellis; de inflación caótica, defendido por Andréi Linde; y de gravedad cuántica.
Modelos cosmológicos de inflación eterna proponen universos eternos en el pasado, sin singularidad, ni principio, ni problema del horizonte. En la inflación eterna se propone que "una vez que comienza la inflación, nunca se detiene por completo", los cuales generan "universos de bolsillo" dentro del mismo universo. Estos modelos predicen la existencia de multiversos, lo cual, según Alan Guth, proporcionaría una explicación científica del principio antrópico, pero a su vez presenta el problema la dificultad la probabilidad de calcular de universos que se cumpla dicho principio (véase Problema de la medida). La existencia de múltiples universos es otro resultado posible dentro de la teoría de cuerdas. Según Vilenkin, el Big Bang puede ser producto de un número infinito de universos. Con un número infinito de universos, todos los arreglos posibles de espacio, materia y tiempo ocurrirán un número infinito de veces.
Otras alternativas a la singularidad cósmica son los modelos cíclicos del universo, como el universo ecpirótico, que es compatible con el modelo Lambda-CDM estándar del universo. Roger Penrose propuso la cosmología cíclica conforme, en la que el universo itera a través de ciclos infinitos que se identifican con la singularidad; y Abhay Ashtekar la cosmología cuántica de bucles, donde la singularidad y la relatividad queda reducida gravedad cuántica.
La alternativa a la gravedad cuántica son los modelos de teoría de cuerdas, donde el tamaño físico de cuerda vibrante impide los resultados infinitos que se obtendrían con la relatividad general, lo que hace desaparecer "la necesidad de un comienzo de los tiempos". Luego atrás en el tiempo "la curvatura del espacio-tiempo comienza a aumentar" pero no llega a una singularidad, sino que "alcanza un máximo y se contrae una vez más". Una hipótesis cíclica acorde a la teoría de cuerdas es la cosmología de branas, donde el Big Bang fue el choque de dos branas. Otro posible modelo de la teoría de cuerdas es el "escenario pre-Big bang" de un universo simétrico temporalmente invertido, siendo el Big Bang "una transición violenta de la aceleración a la desaceleración". En ambas teorías "el cosmos siempre ha existido y, incluso si algún día vuelve a colapsar, nunca terminará".
Finalmente, todavía existen modelos teóricos marginales de universo emergente y de estado estacionario.
Vilenkin sostiene que los tres principales modelos cosmológicos de inflación eterna, evolución cíclica y universo emergente requieren de un "comienzo", entendido como sinónimo de "incompletitud pasada". En base de las observaciones de Vilenkin concluye Leonard Susskind que en cualquier tipo de cosmología inflacionaria hay un comienzo, pero "las probabilidades favorecen fuertemente (infinitamente) que el comienzo esté tan lejos en el pasado que esté efectivamente en menos infinito".
Craig critica de estos modelos cosmológicos alternativos su metodología: "no se llega a esta conclusión investigando condiciones de falla elaboradas y únicas para decenas de modelos individuales. Más bien, la aplicación repetida de principios simples parece efectiva para descartar un modelo sin comienzo". Respecto al multiverso, Craig afirma que "no es incompatible con el teísmo" y que "no hay evidencia directa de su existencia”. También criticó que "es necesario explicar algún mecanismo plausible para generar los muchos mundos" si el multiverso existiera. James Fodor criticó que esto es un alegato especial ya que Craig sostiene que "para reconocer que el diseño inteligente es la mejor explicación de la apariencia del diseño en el universo, uno no necesita ser capaz de explicar al Diseñador". Por otro lado, Thomas Hertog y Stephen Hawking formularon una nueva teoría de la estructura global de un multiverso finito y con un límite finito en el pasado.

### Estado de Hartle-Hawking
En 1983 James Hartle y Stephen Hawking propusieron un modelo del universo donde el espacio y el tiempo imaginario juntos "son de hecho finitos en extensión, pero sin límites", no tiene origen como lo entenderíamos, simplemente no tiene fronteras iniciales en el tiempo o el espacio, del mismo modo que una esfera no tiene un lugar inicial (Estado de Hartle-Hawking). Hawking "adopto un enfoque euclidiano (tridimensional) a la gravedad cuántica" donde "el tiempo real y ordinario es reemplazado por el tiempo imaginario, que se comporta como una cuarta dimensión del espacio". En esta interpretación "la historia del universo en tiempo imaginario es una superficie curva en cuarta dimensión, como la superficie de la Tierra pero con dos dimensiones adicionales". En su libro El gran diseño, describe el modelo como el universo que se origina en un "polo sur" en lugar de en una singularidad como él y Roger Penrose propusieron originalmente. 
"Hay dos actitudes que uno puede adoptar con respecto a los resultados de Penrose y los míos. Una es que Dios eligió cómo comenzó el universo por razones que no podíamos entender. [...] La otra interpretación de nuestros resultados, que es favorecida por la mayoría de los científicos, es que indica que la Teoría General de la Relatividad falla en los campos gravitatorios muy fuertes en el universo primitivo. Tiene que ser reemplazada por una teoría más completa".
Penrose no considera que el Universo comenzó con el Big Bang, y en Breve historia del tiempo, Hawking dijo que "en cuanto el universo tuviera un principio, podríamos suponer que tuvo un creador" pero "si el universo es realmente auto contenido, si no tiene ninguna frontera o borde, no tendría ni principio ni final: simplemente sería. ¿Qué lugar queda, entonces, para un creador?".
Quentin Smith argumentó que "la cosmología de Hartle-Hawking" es inconsistente con el teísmo clásico. Craig crítica la propuesta de Hawking de conviertir la dimensión temporal en una cuarta dimensión espacial utilizando números imaginarios, además de que "un tiempo finito (imaginario) en una superficie cerrada anterior al tiempo de Planck [...] parece respaldar, en lugar de socavar, el hecho de que el tiempo y el universo tuvieron un comienzo". No está del todo claro las implicaciones del tiempo imaginario o si el término tiene significado. Garrett J. DeWeese resume que "no hay nada en el desarrollo de la cosmología Hartle-Hawking por parte de Hawking que deba considerarse más que instrumentalista" en lugar de realista.

### Termodinámica y cerebro de Boltzmann
William Lane Craig sostiene que la segunda ley de la termodinámica implicaría que el universo debería "yacer moribundo en un estado de equilibrio" si fuera eterno (véase Paradoja de la muerte térmica). Victor J. Stenger explica que "el universo podría haber comenzado en completo desorden y aun así producir estructuras organizadas. La razón es que, a medida que el universo se expande, su entropía máxima permitida crece con él, de modo que se puede formar el orden sin violar la segunda ley de la termodinámica". Respecto a la cosmología cuántica que intentan evitar las implicaciones de la segunda ley de la termodinámica, Craig cita un teorema de singularidad formulado por Aron Wall en el que implica un comienzo termodinámico en el tiempo que "parecería plantear el mismo tipo de preguntas filosóficas que cualquier otro tipo de comienzo en el tiempo".
 

Craig dice que los intentos para evitar esta conclusión al postular un multiverso de mundos con estados termodinámicos variantes entran en conflicto con el problema de los “cerebros de Boltzmann”—que se hace altamente probable para cualquier observador que el universo observable es sólo una ilusión de su propio cerebro, una conclusión solipsista que ninguna persona racional adoptaría. Sean Carroll aclara en Cosmic Variance:
El punto sobre los cerebros de Boltzmann no es que sean una predicción fascinante de una nueva y emocionante imagen del multiverso. Por el contrario, el punto es que constituyen una reductio ad absurdum que pretende mostrar la estupidez de cierto tipo de cosmología, en la que el universo de baja entropía que vemos es una fluctuación estadística en torno a un estado de equilibrio de máxima entropía. De acuerdo con este argumento, en tal universo verías todo tipo de fluctuaciones estadísticas, y las pequeñas fluctuaciones en la entropía serían mucho más frecuentes que las grandes fluctuaciones. Nuestro universo es una fluctuación muy grande pero un solo cerebro solo requeriría una fluctuación relativamente pequeña. En el conjunto de todas esas fluctuaciones, algunos cerebros estarían incrustados en universos como el nuestro, pero un número enormemente mayor estaría solo. Esta teoría, por lo tanto, predice que es abrumadoramente probable que un observador consciente típico sea un cerebro así. Pero nosotros (o al menos yo, no estoy seguro de ti) no somos cerebros individuales de Boltzmann. Entonces la predicción ha sido falsificada, y ese tipo de teoría no es cierta.

### Creación de la "nada"
Según la relatividad general, el Big Bang y los agujeros negros implicarían la existencia de una singularidad de infinita densidad y temperatura en un momento finito del pasado. Si este infinito existe, como John D. Barrow señala, sería un infinito real. Aunque Craig rechaza la existencia de infinitos reales, sostiene respecto a la singularidad que es prueba del dogma religioso de la creación ex nihilio:
Este evento que marcó el comienzo del universo se vuelve aún más sorprendente cuando uno reflexiona sobre el hecho de que un estado de "densidad infinita" es sinónimo de "nada". No puede haber ningún objeto que posea una densidad infinita, porque si tuviera algún tamaño, aún podría ser aún más denso. Por lo tanto, como señala el astrónomo de Cambridge Fred Hoyle, la teoría del Big Bang requiere la creación de materia a partir de la nada. [...] Por lo tanto, lo que parece requerir el modelo del universo del Big Bang es que el universo comenzó a existir y fue creado de la nada.
Anthony Kenny afirmó que para un ateo el Big Bang le obliga a "creer que la materia del universo surgió de la nada y por la nada". El astrónomo Fred Hoyle rechazó tal teoría sosteniendo su teoría del estado estacionario, donde el universo es eterno y crea constantemente materia para que su  densidad sea uniforme a medida que se expande. Mario Bunge criticó que el creacionismo (tanto laico como religioso) no tiene asidero empírico y contradice todas las leyes de conservación físicas.  Algunos científicos han sostenido que la física puede explicar el origen del universo sin una causa o de la "nada". En 1973, Edward Tryon propuso un modelo donde el universo es una fluctuación cuántica del vacío. En 1982, Vilenkin propuso un modelo "en el que el universo se crea mediante túneles cuánticos literalmente desde la nada hasta un espacio de De Sitter" en el que "no tiene una singularidad de big-bang y no requiere condiciones iniciales o de frontera". Esta propuesta fue presentada en una forma algo diferente también por James Hartle y Stephen Hawking un año después. Vilenkin señala sin embargo que:
La energía del campo gravitatorio es negativa; es concebible que esta energía negativa pueda compensar la energía positiva de la materia, haciendo que la energía total del cosmos sea igual a cero [...] Si todos los números conservados de un universo cerrado son iguales a cero, entonces no hay nada que impida que tal universo se cree espontáneamente de la nada. Y según la mecánica cuántica, cualquier proceso que no esté estrictamente prohibido por las leyes de conservación ocurrirá con cierta probabilidad.
Hawking en El gran diseño declaró que «dado que existe una ley como la de la gravedad, el Universo pudo y se creó de la nada. La creación espontánea es la razón de que haya algo en lugar de nada, es la razón por la que existe el Universo, de que existamos. No es necesario invocar a Dios como el que encendió la mecha y creó el Universo». En Un Universo de la nada, el físico Lawrence M. Krauss explica que "un universo que podría surgir y es plausible que lo haya surgido de una «nada» (refiriéndose al vacío cuántico) más profunda, implicando la ausencia del espacio mismo y, que algún día puede volver a la nada a través de procesos que pueden no solo ser comprensibles, sino también procesos que no requieren de ningún control o dirección externos". George L. Murphy criticó la cita de Hawking como contradictoria al equivaler la nada con la gravedad. Craig objetó que el vacío cuántico, al contener energía cuantificable y medible, no puede ser descrito como «nada». Vilenkin admite que por "nada" entiende "un estado sin espacio-tiempo clásico". Esta “nada” de su modelo no puede identificarse con la "nada absoluta" porque esta sujeta a leyes físicas "aunque no existía el universo". Ante esta crítica Krauss respondió: 
Ahora, los críticos religiosos me dicen que no puedo referirme al espacio vacío como “nada”, sino como un “vacío cuántico” para distinguirlo de la "nada" idealizada del filósofo o del teólogo. Que así sea. Pero, ¿y si entonces estamos dispuestos a describir la "nada" como la ausencia de espacio y tiempo en sí? ¿Es esto suficiente?...Como describiré, hemos aprendido que el espacio y el tiempo pueden aparecer espontáneamente. 
Krauss admitió abiertamente que las leyes de la física existían antes del universo pero "lo estoy aplicando a la nada, literalmente nada" porque "puedes crear espacio desde donde no había espacio. [...] Cuando hablo de espacio vacío, estoy hablando de un vacío cuántico, pero cuando estoy hablando de ningún espacio en absoluto, no veo cómo puedes llamarlo un vacío cuántico [...] Sin espacio, sin tiempo, nada.
Craig también criticó que los modelos de fluctuación del vacío poseen problemas teóricos y una profunda incoherencia interna porque "es imposible especificar con precisión cuándo y dónde se producirá una fluctuación en el vacío primordial que luego crecerá hasta convertirse en un universo". Según el físico Christopher Isham, este problema resultó ser “bastante letal” para dichos modelos, pero "un esquema como el de Vilenkin podría tener cierta validez aproximada".

### Mecánica cuántica
Una objeción común a la premisa apela al fenómeno de la indeterminación cuántica, donde, en el nivel subatómico, el principio causal parece que se descompone. Aplicando la mecánica cuántica al universo, Vilenkin expresa que el universo no necesitaría de una causa. 
¿Qué hace que el universo surja de la nada? No se necesita causa. Si tienes un átomo radiactivo, se desintegrará, y la mecánica cuántica da la probabilidad de desintegración en un intervalo de tiempo dado, digamos, un minuto. No hay ninguna razón por la que el átomo se desintegre en este momento particular y no en otro. El proceso es completamente aleatorio. No se necesita causa para la creación cuántica del universo.
Craig responde que el fenómeno del indeterminismo es específico de la Interpretación de Copenhague de la mecánica cuántica, señalando que ésta es solo una de varias interpretaciones diferentes, algunas de las cuales, él señala, son totalmente deterministas (mencionando la interpretación de Bohm) y todavía no se sabe si alguna de ellas es cierta. Otra interpretación determinista es la de universos múltiples de Hugh Everett. Quentin Smith argumenta que esta interpretación es inconsistente con el teísmo porque muestra que al menos no todos los universos son causados necesariamente por Dios.

### Teorías del tiempo
Varios cosmólogos y físicos sostienen que un desafío al argumento cosmológico es la naturaleza del tiempo. Carlo Rovelli dijo que «uno encuentra que el tiempo simplemente desaparece de la ecuación Wheeler-DeWitt». Debido a ello, Quentin Smith, Michael Martin y Adolf Grünbaum argumentaron que la singularidad del Big Bang no puede ser el efecto de ninguna causa pues no hay ningún instante previo en el punto inicial t = 0. Similarmente, Hawking escribió en Breves respuestas a las grandes preguntas que la idea de Dios creando el universo no tiene sentido porque no hubo tiempo para crearlo antes del Big Bang. Thomas Hertog clarifica que cuando «rastreamos la evolución de nuestro universo hacia atrás en el tiempo, en algún momento llegamos al umbral de la inflación eterna, donde nuestra noción familiar del tiempo deja de tener significado». Craig responde a estas críticas distinguiendo entre "tiempo físico" y "tiempo metafísico". Dios posee este último, que Craig lo asocia con el tiempo absoluto de Isaac Newton y el tiempo cósmico. Entonces Dios, como una "entidad atemporal", creó el universo y "se hizo temporal" en el momento de su creación.
Otras críticas señalan que argumentos como el Kalām implican la teoría A del tiempo o presentismo en oposición a la teoría B del tiempo o eternalismo, pero la teoría B del tiempo ha recibido más apoyo de la comunidad física. Esto probablemente se deba a su compatibilidad con la física y al hecho de que muchas teorías como la relatividad especial, el modelo ADD y la cosmología de branas apuntan a una teoría similar a la teoría B. Por ejemplo, Hilary Putnam argumentó que, basado en la suposición de que "no hay observadores privilegiados", la relatividad especial implica que los eventos futuros son reales y existentes. Mediante la analogía de la batalla naval de Aristóteles, Putnam considera que, de acuerdo con la Teoría Especial, un evento que se encuentra en el futuro puede existir en el presente o en el pasado de otro observador. La teoría B según Craig es “teológicamente objetable, ya que su afirmación de que Dios y el universo coexisten sin tiempo es incompatible con una doctrina robusta de creatio ex nihilo”. Craig reconcilia la teoría A con la relatividad especial apoyándose en una «interpretación neo-lorentziana» que trata con un marco de referencia absoluto, usando como apoyo de su interpretación la supuesta anomalía de neutrinos superlumínicos del CERN y que la existencia de Dios lo implica, por lo que "las preocupaciones sobre qué versión es más simple se vuelven de poca importancia”.
Daniel Linford criticó el neo-lorentzianismo de Craig al ser incapaz "de formular convincentemente las inferencias de que el universo tiene un límite pasado o que el límite pasado reside en el pasado finito". James Fordor sostuvo que el concepto del presente en la teoría A de Craig  implicaría la existencia infinitos reales. Sin embargo también se han formulado argumentos que no adopta posiciones tan controvertidas con la teoría del tiempo y la imposibilidad de un infinito real.
Edward Feser sostuvo que lo máximo descarta la relatividad especial es un marco de referencia privilegiado que es empíricamente detectable solo si se asume el verificacionismo o cientificismo, pero declaró que hay fundamentos metafísicos de posiciones filosóficas alternativas (como la aristotélica) independientes para afirmar el presentismo. Feser afirma que sus argumentos cosmológicos son «intentos de estricta demostración metafísica» que «no dependen de los estándares por los cuales las hipótesis empíricas son evaluadas: parsimonia, encaje con teorías empíricas existentes y bien confirmadas, etcétera». Según Feser, la pregunta del argumento no es sobre qué inició las cosas o cuánto tiempo han estado pasando, sino más bien qué las mantiene en marcha.
Al comentar sobre el debate filosófico, Sean Carroll preguntó: "¿Los avances en la física y la cosmología modernas nos ayudan a abordar estas preguntas subyacentes, de por qué hay algo llamado universo y por qué hay cosas llamadas 'las leyes de la física', y por qué esas leyes parecen tomar la forma de la mecánica cuántica, y por qué alguna función de onda particular y hamiltoniana? En una palabra: no. No veo cómo podrían hacerlo".